# Лазки език
Лазкият език (ლაზური ნენა, lazuri nena; на грузински: ლაზური ენა, lazuri ena или ჭანური ენა, č'anuri ena; на турски: Lazca) се говори от лазите, населяващи югоизточния бряг на Черно море. Живеещите в Турция носители на езика се помещават предимно по ивицата между Мелят и грузинската граница (като мястото до 1925 г. официално е наричано Лазистан). Предполага се, че в Грузия техният брой е по-малък.
Лазкият е един от четирите картвелски езици (грузински, мингрелски, зански, лазки), като заедно с мингрелския образуват т.нар. Занска подгрупа на южнокавказките (квартелски) езици. Двата езика са доста близки, обосновавайки опитите на някои езиковеди да смятат мингрелския и лазкия местни диалекти на един и същ език – занския. Този възглед се поддържа по времето на Съветския съюз, а също и в днешна Грузия. Но двата езика са класифицирани като отделни, вероятно поради вековното разделение на говорещите ги общности (над 500 години), както и поради липсата на взаиморазбираемост.

## Езикови особености
Както повечето кавказки езици, лазкият притежава богат набор от съгласни звукове (всъщност най-много измежду картвелските еизици), но едва пет гласни (а, е, и, о, у).
Съществителните се словоизменят посредством аглутинативни наставки, изразяващи граматически измерения (7 падежа, в зависимост от диалекта) и число (единствено и множествено), но не и род.
Глаголът в лазкия се видоизменя чрез наставки, съобразно лицето, числото, времето, вида, наклонението и – в някои диалекти – евиденциалността (липсва деятелен и страдателен залог). Използват се над 50 глаголни представки за определяне на пространствената ориентация. Съществуват наставки за лице и число, които определят както подлога, така и обстоятелствените пояснения, пр.: gimpulam „Крия го от теб“.
Отличителни черти на езика:
- две допълнителни съгласни – /f/ и /h/;
- всички съществителни завършват с гласен звук;
- разширено глаголно словоизменяне, използвайки обстоятелствени представки;
- значителни словесни заемки от гръцкия и турския.

Лазкият има пет основни диалекти:
- Xopuri, говорен в околностите Хопа (Турция) и в автономията Аджария в рамките на Грузия;
- Vitzur-Ark'abuli, говорен в околностите на Архави и Фъндъклъ;
- Çxala, говорен в село Чхала, Борчка (Турция);
- Atinuri, говорен в околностите на Пазар, Турция;
- Art'aşenuri, говорен в околностите на Ардешен.

## Писменост
| Грузинска азбука | Латиница | МФА (звук)               |
| ---------------- | -------- | ------------------------ |
| ა                | A        | /ɑ/                      |
| ბ                | B        | /b/                      |
| ჯ                | C        | /ʤ/ (дж)                 |
| ჩ                | Ç        | /ʧʰ/ (≈ч)                |
| ჭ                | Ç̌ / Ç'   | /ʧʼ/ (чʼ)                |
| დ                | D        | /d/                      |
| ე                | E        | /ɛ/                      |
| ჶ                | F        | /f/                      |
| გ                | G        | /ɡ/                      |
| ღ                | Ɣ / Ǧ    | /ɣ/ (придихателно „гхь“) |
| ჰ                | H        | /h/ (придихателно „x“)   |
| ხ                | X        | /x/ (българско „х“)      |
| ი                | İ        | /i/                      |
| ჟ                | J        | /ʒ/ (ж)                  |
| ქ                | K        | /kʰ/                     |
| კ                | Ǩ / K'   | /kʼ/                     |
| ყ                | Q        | /qʼ/                     |
| ლ                | L        | /l/                      |
| მ                | M        | /m/                      |
| ნ                | N        | /m/                      |
| ო                | O        | /ɔ/                      |
| ფ                | P        | /pʰ/                     |
| პ                | P̌ / P'   | /pʼ/                     |
| რ                | R        | /r/                      |
| ს                | S        | /s/                      |
| შ                | Ş        | /ʃ/ (ш)                  |
| თ                | Т        | /t/                      |
| ტ                | Ť / T'   | /tʼ/                     |
| უ                | U        | /u/                      |
| ვ                | V        | /v/                      |
| ჲ                | Y        | /j/ (й)                  |
| ზ                | Z        | /z/                      |
| ძ                | Ž / Z'   | /d͡z/                     |
| ც                | З        | /ʦʰ/ (≈ц)                |
| წ                | Ǯ / 3'   | /ʦʼ/ (цʼ)                |

## Лазки изрази
- ho (ჰო) – да
- va (ვა) – не / * var (архавски диалект)
- ma (მა) – аз
- si (სი) – ти
- skani (სქანი) – твой
- çkimi (ჩქიმი) – мой
- Gegeacginas. / Xela do k’aobate. (გეგაჯგინას. / ხელა დო კაობათე.) – Здравей (те).
- Kai serepe. (კაი სერეფე.) – Лека нощ.
- Kai moxt’it. (კაი ბოხტით.) – Добре дошъл. / Kai ten ***
- Didi mardi. (დიდი მარდი.) – Благодаря.
- Muç’ore? (მუჭორე?) – Как си?
- Kai vore. (კაი ვორე.) – Добре съм. Kai bore (архавски диалект)
- Dido xelebas vore. (დიდო ხელაბას ვორე.) – Много съм щастлив.
- Sonuri re? (სონური რე?) – Откъде си?
- T’amt’ra (ტამტრა) – Трабзон
- Londoni (ლონდონი) – Лондон
- Turkona / Turketi (თურქონა / თურქეთი) – Турция
- Xorumona (ხორუმონა) – Гърция
- Xorz'a / Oxorca (ხორძა) – жена
- K'oçi (კოჩი) – мъж
- Bozo (ბოზო) – момиче
- Biç’i (ბიჭი) – момче
- Supara (სუპარა) – книга
- Megabre (მეგაბრე) – приятел
- Qoropa (ყოროფა) – любов
- Mu dulya ikip? (მუ დულჲა იქიფ?) – Какво работиш? / Mu dulya ikom (архавски диалект)
- Lazuri giçkini? (ლაზური გიჩქინი?) – Знаеш ли лазки? / Lazuri gickini (архавски диалект)
- Skani coxo muren? (სქანი ჯოხო მურენ?) – Как се казваш?
- Ma si maoropen. (მა სი მაოროფენ.) – Обичам те